# 어소드구

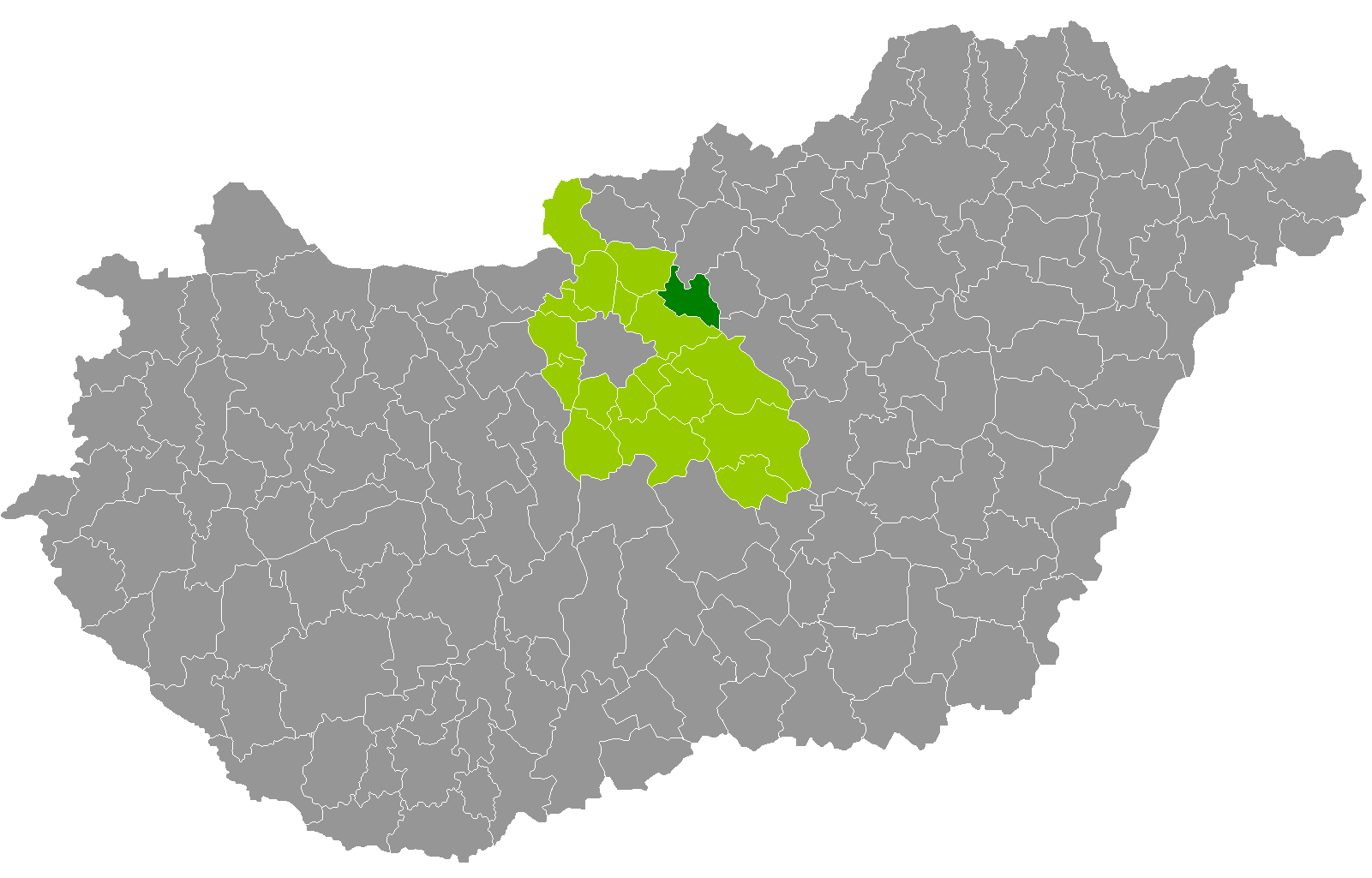
페슈트주 지도에 표시된 어소드구의 위치

어소드구(헝가리어: Aszódi járás)는 헝가리 페슈트주에 위치한 구로 구청 소재지는 어소드이며 면적은 298.37km2, 인구는 37,472명(2011년 기준), 인구 밀도는 126명/km2이다.
북쪽으로는 노그라드주 파스토구, 동쪽으로는 헤베시주 허트번구, 야스너지쿤솔노크주 야스베레니구, 남서쪽으로는 괴될뢰구, 서쪽으로는 바츠구와 접한다. 11개 지방 자치체(2개 시, 9개 마을)를 관할한다.

구 문장